# メディカルシステムネットワーク
株式会社メディカルシステムネットワーク（英: Medical System Network Co., Ltd.）は、北海道札幌市中央区北10条西に本社を置く日本の調剤薬局、医薬品ネットワーク。

## 概要
沖中恭幸、田尻稲雄、秋野治郎により1999年に札幌市で設立された調剤薬局。

## 沿革
- 1999年 - 北海道札幌市中央区に株式会社メディカルシステムネットワークを設立[3]。
- 2002年 - 大阪証券取引所ナスダック・ジャパンに上場[3]。
- 2008年 - 東京証券取引所市場第二部に上場[3]。
- 2010年 - 東京証券取引所市場第一部に指定[3]。
- 2023年 - 東京証券取引所スタンダード市場へ市場変更。

## グループ会社
- 北海道医薬総合研究所（100%）
- なの花北海道（100%）
- なの花東北（100%）
- なの花東日本（100%）
- なの花中部（100%）
- なの花西日本（100%）
- なの花九州（100%）
- フェルゼンファーマ（80%）
- メディロジネット（100%）
- ファーマシフト（100%）
- パルテクノ（100%）
- アグリマス（77.7%）